# Stanley Menzo
Pour les articles homonymes, voir Menzo (homonymie).
Stanley Menzo, est un footballeur néerlandais devenu entraîneur,  né le 15 octobre 1963 à Paramaribo (Suriname). Il fait partie du Club van 100.

## Biographie
Stanley Purl Menzo a d'abord gardé les buts de l'Ajax d'Amsterdam, dont il est le portier titulaire à partir de 1985, puis du PSV Eindhoven de 1994 à 1996. L'entraîneur Johan Cruyff avait déclaré que Menzo était un des premiers gardiens à être capable de jouer joueur de champ car il avait de bonnes qualités de jeu au pieds.
En équipe nationale, il n'a fait qu'un bref passage de 1989 à 1992 à cause de l'arrivée d'Edwin van der Sar.
En 1996, il arrive au club de Lierse SK, avec lequel il a gagné le championnat de Belgique en 1997 et la Coupe de Belgique en 1999.
En 1997, il a rejoint la France et les Girondins de Bordeaux, où il a remplacé Gilbert Bodart. Cette expérience n'a duré qu'un an, à cause d'une méforme récurrente mais aussi l'émergence d'Ulrich Ramé, dont le talent s'est révélé au fil des saisons.
En 2001, il a rejoint le club amateur du AGOVV Apeldoorn. Après le départ du coach, Peter Bosz, il est devenu entraîneur-joueur du club. Malheureusement, il ne put rester qu'une saison car le club est monté en Division 2 professionnelle et Menzo n'avait pas les diplômes requis pour ce niveau.
Après avoir obtenu ses diplômes en 2005, il est devenu entraîneur et est passé par le AGOVV Apeldoorn puis le FC Volendam. Il a été remplacé par Frans Adelaar au mois de mars 2008 à la tête du club de D2 néerlandaise.
Depuis juillet 2004 et la nomination de Marco van Basten comme sélectionneur des Oranje, il devient aussi entraîneur des gardiens de l'équipe nationale. Il démissionne de ce poste en 2008.

## Palmarès

### En club
- Vainqueur de la Coupe d'Europe des Vainqueurs de Coupe en 1987 avec l'Ajax Amsterdam
- Vainqueur de la Coupe de l'UEFA en 1992 avec l'Ajax Amsterdam
- Champion des Pays-Bas en 1985, 1990 et en 1994 avec l'Ajax Amsterdam
- Champion de Belgique en 1997 avec Lierse SK
- Vainqueur de la Coupe des Pays-Bas en 1986, 1987, 1993 avec l'Ajax Amsterdam et en 1996 avec le PSV Eindhoven
- Vainqueur de la Coupe de Belgique en 1999 avec Lierse SK
- Finaliste de la Coupe d'Europe des Vainqueurs de Coupe en 1988 avec l'Ajax Amsterdam
- Finaliste de la Supercoupe d'Europe en 1987 avec l'Ajax Amsterdam

### Enéquipe des Pays-Bas
- 6 sélections entre 1989 et 1992
- Participation à la Coupe du Monde en 1990 (1/8 de finaliste)
- Participation au Championnat d'Europe des Nations en 1992 (1/2 Finaliste)

### Distinctions individuelles
- Élu meilleur gardien d'Eredivisie en 1990
- Élu meilleur gardien de l'année du championnat de Belgique en 1997